# 73670 Kurthopf
73670 Kurthopf este un asteroid din centura principală, descoperit pe 19 august 1982, de Carolyn Shoemaker și Eugene Shoemaker.